# نوارهای بی‌خدایی

نوارهای بی‌خدایی (به انگلیسی: The Atheism Tapes) عنوان مستندی از تلویزیون بی‌بی‌سی است که در سال ۲۰۰۴ و به تهیه‌کنندگی جاناتان میلر ساخته شده‌است. این مستند شش قسمتی شامل مصاحبه با کالین مکجین، استیون واینبرگ، آرتور میلر، ریچارد داوکینز، دنیس ترنر و دنیل دنت است که از این میان دنیس ترنر مسیحی، و باقی مصاحبه‌شوندگان بی‌خدا هستند. موضوع گفتگوها خدا، دین و مسائل اجتماعی، فرهنگی و معرفتی مربوطه‌است.
این مجموعه در اصل برای مستند دیگری به نام بی‌خدایی: تاریخچه سردستی ناباوری ساخته شده بود که به علت طولانی‌بودن به صورت جداگانه عرضه شد.

## برنامه‌ها

### کالین مک‌گین
در قسمت نخست این مجموعه، فیلسوف بریتانیایی کالین مکجین، دربارهٔ برخی دلایل برای باور به خدا، و برخی دلایل برای باور نداشتن به خدا صحبت می‌کند. تأکید او بر برهان وجودی است و بررسی کامل و مبسوطی روی آن انجام می‌دهد. مکجین تأکید زیادی بر تمایز بیخدایی و ضدخدایی دارد، و خودش را هم بی‌خدا و هم ضدخدا معرفی می‌کند.
در انتها، او راجع به آینده، یعنی جامعه پس-خداگرایانه (به انگلیسی: post-theistic society) یا پس-توحیدی سخن می‌گوید.

### استیون واینبرگ
قسمت دوم مجموعه، با سخنان فیزیک‌دان آمریکایی استیون واینبرگ، دربارهٔ اثربخشی برهان نظم، در گذشته و حال، آغاز می‌شود. او از اینکه میلر می‌گوید تعداد زیست‌شناسان بی‌خدا از تعداد فیزیک‌دانان بی‌خدا پیشی گرفته، شگفت زده شده‌است.
او قائل به تمایز میان صدمات و خساراتی است که به نام دین و توسط دین وارد شده‌اند، و هردو گروه را هم خطرناک می‌داند که باید آن‌ها را جدی گرفت.
واینبرگ همچنین راجع به اینکه چرا از شخصیت خدای توحیدی خوشش نمی‌آید، صحبت می‌نماید. در دقایق پایانی قسمت دوم، واینبرگ علم را خورنده و تباه‌کننده قاطع دین می‌نامد، که این مسئله را امری مثبت قلمداد می‌کند.

### آرتور میلر
آرتور میلر، نویسنده آمریکایی، با دیدی از پیشینه یهودیش به بی‌خدا شدنش می‌پردازد. او می‌گوید که به باور مسیحیان، یهودیان کافرند چون ایمان ندارند که عیسی پسر خداست. از سوی دیگر مسلمانان و یهودیان، مسیحیان را کافر می‌دانند، زیرا مسیحیان باور دارند که عیسی پسر خداست و… او اینطور نتیجه می‌گیرد که به واقع هر یک از ما با هر دینی، نسبت به بی شمار دین و بی شمار خدا کافر هستیم؛ بیخدایان فقط به اندازه یک خدا بیشتر از بقیه کافر هستند!
آنها همچنین مدتی را به بحث دربارهٔ این می‌پردازند که چطور بسیاری از جنگ‌ها از دل تعصبات ملی و دینی زاده شده‌اند.
در انتها، بحث به زندگی پس از مرگ می‌رسد، و میلر جاودانگی انسان را در بهترین حالت در حد این می‌داند که نام شخصی در اذهان باقی بماند یا نظریات و تفکرات او بر جامعه اثر بگذارند.

### ریچارد داوکینز
ریچارد داوکینز سخنانش را با مسئله شر آغاز می‌کند. او سپس توضیح می‌دهد که چه شد که به سلک بیخدایان درآمد. او توضیحات مفصلی راجع به فرایند انتخاب طبیعی می‌دهد، و خدای حفره‌ها را به عنوان برهانی ضد خدا به کار می‌گیرد.
قسمت چهارم، با توضیحات داوکینز روی این مسئله پایان می‌یابد؛ که چرا اتخاذ و دفاع از جهان بینی بیخدایانه اهمیت دارد.

### دنیس ترنر
دنیس ترنر، الهیدان بریتانیایی، خداباور بودن یا نبودن را تا حدود زیادی وابسته به این مطلب می‌داند که شما چه سوالاتی را از خود بپرسید. او همچنین تصریح می‌کند که همچون خطر بنیادگرایی دینی، بیخدایی نیز به شدت در معرض خطر بنیادگرایی قرار دارد. او و مصاحبه‌کننده همچنین زمانی طولانی را به بررسی این مطلب اختصاص می‌دهند که چرا یا چگونه ممکن است چیزی از هیچ موجود شود.

### دنیل دنت
دنیل دنت، فیلسوف آمریکایی، به شرح این مطلب می‌پردازد که چرا یکی از کتاب‌هایش را ایده خطرناک داروین نام نهاده، و چرا بسیاری از معاصران داروین، فرضیه تکاملی داروین را خطرناک تشخیص دادند.
بر همین اساس، او نقبی به مسئله خودآگاهی یا هوشیاری (یکی از دلایل خداباوران بر وجود خدا، که از این مسئله در انسان، تعبیر به اثبات روح شده‌است) می‌زند، و با نظر به نظریه تکامل، با دیده تردید به آن می‌نگرد، و از دیدگاه روانشناختی چند منشأ احتمالی برای ایمان به وجود روحی فراطبیعی ذکر می‌کند.
دنت سیر بیخداشدنش را توضیح می‌دهد، و این پرسش را مطرح می‌سازد که چرا باید دین از پرسش مصون باشد، و خودش این پاسخ را می‌دهد که اتفاقاً معنای معرفت متکی بر وحی، همین پذیرش بی چون و چرا و بدون شاهد و مدرک است. وی دقایقی نیز دربارهٔ جامعه پس-خداگرایانه صحبت می‌کند.